# Нинилчик

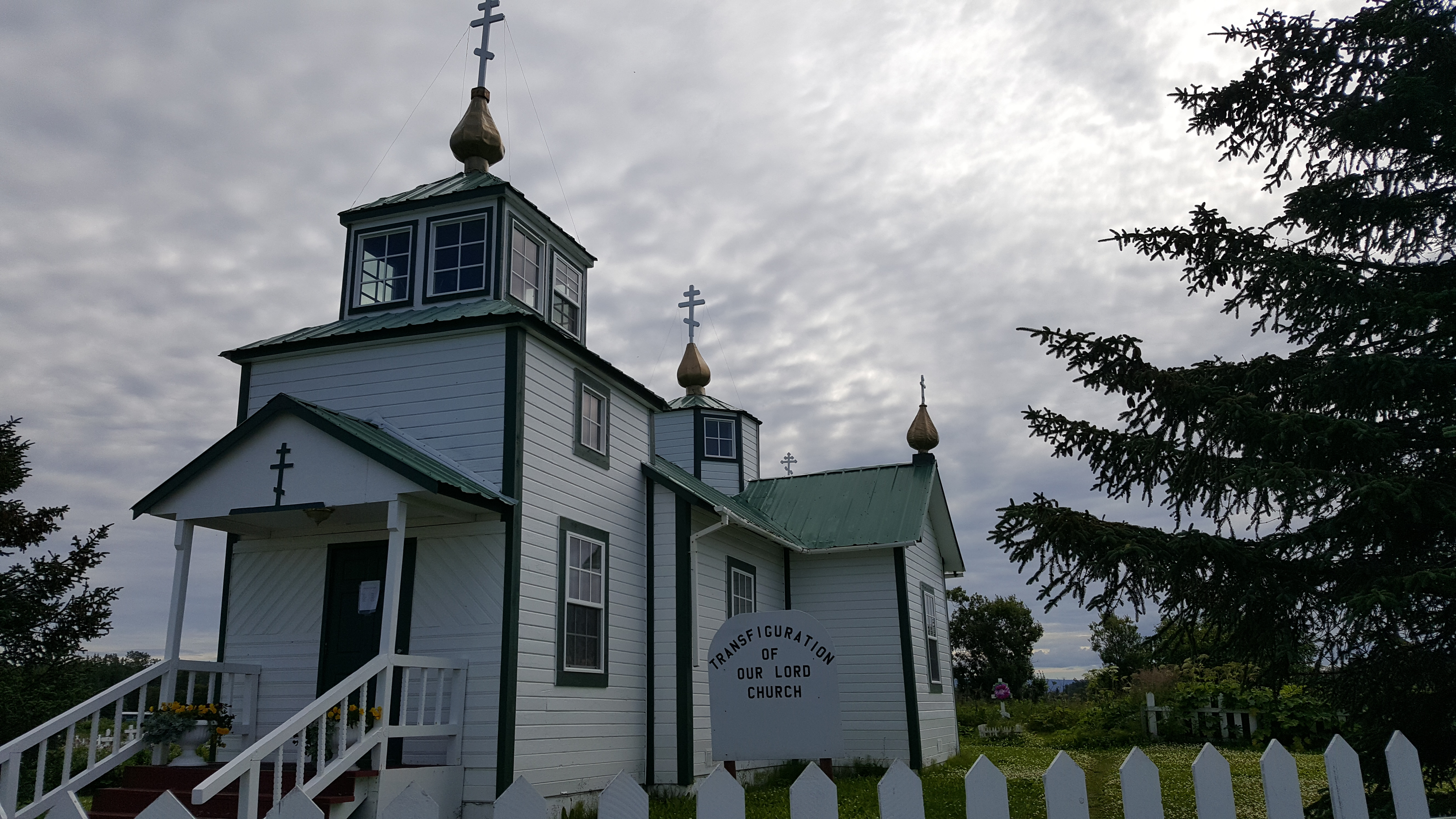
Православный храм Преображения Господня в 2017 году.

Нинилчик, или Нинильчик (англ. Ninilchik, танаина Niqnalchint), — статистически обособленная местность в боро Кенай, штат Аляска, США.

## География
Нинилчик находится на западной стороне полуострова Кенай на побережье залива Кука, 61 км юго-западу от города Кенай и 160 км к юго-западу от Анкориджа.
По данным Бюро переписи населения США, данная статистически обособленная местность имеет общую площадь 207,27 квадратных миль (536,84 км²), из которых 207,25 квадратных миль (536,76 км²) земной поверхности и 0,03 квадратных миль (0,07 км²) водной (0,01 %).

## История
До прихода европейцев на Аляску территория Нинилчика использовалась для охоты и рыбалки этнолингвистической атабаскской группой дена’ина.
Точная дата основания посёлка неизвестна, предполагается, что он был основан до 1844 года. Первыми, кто стал постоянно находиться в деревне, были русские колонисты, переселившиеся туда с острова Кадьяк в 1847 году до продажи Аляски. Это были Григорий Квасников, его жена Мавра Расторгуева (дочь Аграфены Петровны Афогнак), их дети, а также ещё несколько семей (Осколков, Алексеев). Мужчины в основном были русскими, а их жёны — креолками с Кадьяка и эскимосками-алютик. Их диалект русского языка середины 1800-х годов (плюс несколько слов, заимствованных из языков коренных жителей Аляски) был основным языком в Нинилчике до продажи Аляски США в 1867 году. Несколько носителей нинилчикского русского до сих пор живы в 2016 году. На 2013 насчитывалось не более 20 человек, владеющих диалектом, и все они старше 75 лет. Данный диалект изучается и каталогизируется русскими и американскими лингвистами.
Родственниками Аграфены Петровны Афогнак в той или иной степени являются большинство жителей современного Нинилчика. Уэйном Лиманом написана книга «Дети Аграфены», которая повествует о судьбах жителей Нинилчика.
К 1890 году население деревни достигло 81 человек. До 1917 года из Российской империи приезжали священники для службы в деревенском Храме Преображения Господня, также существовала русская школа при церкви. В 1917 году русская школа была закрыта, основная причина — давление протестантских миссионеров на правительство США. По инициативе миссионера и политического деятеля Шелдона Джексона преподавание в школах на Аляске было передано протестантской церкви.
С 1930-х годов американцы стали активно осваивать эту местность. Открылась англоязычная школа, в которой русская речь не одобрялась. Так, старики Нинилчика вспоминают, что если учителя застигали ребёнка говорящим по-русски, то заставляли его мыть язык с мылом.
В 1950 году построено шоссе через полуостров Кенай, проходящее в том числе через Нинилчик.

## Население
По данным переписи 2020 года население составляло 845 человека.
По данным переписи 2010 года население составляло 883 человека. По данным переписи 2000 года насчитывалось 772 человека, в местности было 320 домашних хозяйства и 223 семьи. Плотность населения — 1,4 на км². Расовый состав: белые — 82,25 %, коренные американцы — 13,99 %, азиаты — 0,52 %, представители двух и более рас — 3,11 %.
Из 320 домашних хозяйств 59,4 % представляли собой совместно проживающие супружеские пары (29,4 % с детьми младше 18 лет), в 6,9 % семей женщины проживали без мужей, 30,3 % не имели семьи. В среднем домашнее хозяйство ведут 2,41 человек, а средний размер семьи — 2,87 человека.